# Mosaico montano de pradera y selva del Rift meridional
El mosaico montano de pradera y selva del Rift meridional es una ecorregión de la ecozona afrotropical, definida por WWF, que se extiende por el extremo sur del Gran Valle del Rift, en Tanzania, Malaui, Zambia y Mozambique. Está incluida en la lista Global 200 con el nombre de Sabana arbolada montana del Rift meridional.

## Descripción
Es una ecorregión de pradera de montaña que ocupa 33.500 kilómetros cuadrados en el extremo sur del Gran Valle del Rift, alrededor del lago Malawi; ocupa una serie de montes y mesetas de Malawi, el suroeste de Tanzania, el noreste de Zambia y el noroeste de Mozambique.
Casi toda la ecorregión se alza sobre la sabana arbolada de miombo del Zambeze central, al oeste, y la sabana arbolada de miombo oriental, al este. Solo los enclaves más meridionales se encuentran rodeados por la sabana arbolada de miombo meridional.

## Estado de conservación
En peligro crítico.